# Halling (Kent)
Halling – wieś w Anglii, w hrabstwie ceremonialnym Kent, w dystrykcie (unitary authority) Medway. Leży 11 km na północny zachód od miasta Maidstone i 44 km na południowy wschód od centrum Londynu. Miejscowość liczy 2700 mieszkańców.